# Étienne V (pape)
Ce pape est parfois appelé Étienne VI. Il existe un problème de numérotation des papes Étienne, expliqué à l'article Étienne (pape éphémère)
Pour les articles homonymes, voir Étienne et Étienne V.
Étienne V (en latin : Stephanus V ou Stephanus VI) – en italien : Stefano V – est vraisemblablement né à Rome à une date inconnue. Il succède à Adrien III en tant que 110e pape de l'Église catholique de septembre 885 jusqu'à sa mort, le 14 septembre 891 à Rome. Son successeur sera Formose. Il est enterré dans l'antique basilique vaticane. Sa tombe est toujours présente dans l'actuelle basilique Saint-Pierre.

## Biographie
Son père Adrien, qui appartient à l'aristocratie romaine, confie son éducation à son parent, l'évêque Zachary, bibliothécaire du Saint-Siège. Étienne est nommé cardinal-prêtre de la basilique des Quatre-Saints-Couronnés par le pape Marin Ier.
Son élection a lieu le 15 juillet 885. La résistance d'Étienne est telle qu'il ordonne de fermer les portes de sa maison : celles-ci sont abattues violemment pour s'emparer de lui et le conduire à l'église. Étienne est couronné, sans la confirmation impériale ni l'assistance des ambassadeurs impériaux, à la fin du mois de septembre 885. Quand l'enpereur d'Occident Charles III le Gros constate l'unanimité de l'élection, il décide d'en rester là.
Étienne est appelé à faire face à une famine causée par la sécheresse et les criquets. Le trésor pontifical étant vide, il doit se rabattre sur la richesse de son père pour soulager les pauvres, sauver des prisonniers et pour réparer les églises.
En raison de l'influence du clergé allemand, Étienne interdit l'usage de la liturgie slave forçant ainsi les Slaves à rejoindre l'Église orthodoxe.
Avec l'aide de l'empereur byzantin Léon VI le Sage, dit le Philosophe, Étienne éteint le schisme du patriarche de Constantinople Photios Ier. Cet hérésiarque est alors confiné dans un monastère et y meurt méprisé de tous les fidèles, ce qui met fin au schisme de l'Église orientale, entamé par Photios.
En 891, Étienne couronne l'empereur d'Occident Guy III de Spolète (891–894), qui confirme les dons faits à l'Église romaine par le roi des Francs Pépin le Bref (751–768) et par les empereurs d'Occident Charlemagne (800–814) et Louis le Pieux (814–850).
II meurt le 14 septembre 891 à Rome et est enterré dans l'antique basilique vaticane.

## Sources
- (en) Cet article est partiellement ou en totalité issu de l’article de Wikipédia en anglais intitulé « Pope Stephen V » (voir la liste des auteurs).

- (it) Cet article est partiellement ou en totalité issu de l’article de Wikipédia en italien intitulé « Papa Stefano V » (voir la liste des auteurs).
- (en) Catholic Encyclopedia (1913) : Pape Étienne (V) VI
- (en) Pape Étienne (V) VI
- (it) STEFANO V Encyclopédie des papes (2000)
- (it) Biagia Catanzaro, Francesco Gligora, Breve Storia dei papi, da San Pietro a Paolo VI, Padoue 1975, p. 98.